# Domingos Paschoal Cegalla
Domingos Paschoal Cegalla (São João Batista 1920 — Rio de Janeiro, 9 de fevereiro de 2013) foi um professor, gramático, poeta, escritor e tradutor brasileiro.

## Biografia
Cegalla nasceu em São João Batista, à época ainda distrito do município de Tijucas. Aos 10 anos, foi para Curitiba, onde estudou no seminário dos Irmãos Maristas. Lá aprendeu grego, latim, francês e italiano.
Formou-se em Letras Clássicas na Faculdade de Filosofia, Ciências e Letras do Paraná. Lecionou língua portuguesa, literatura e latim em Curitiba, São Paulo e no Rio de Janeiro, onde residiu de 1953 até sua morte, em 2013.
É autor do Dicionário de dificuldades da língua portuguesa, da Novíssima gramática da língua portuguesa (1964), do Dicionário escolar: língua portuguesa e da Nova minigramática da língua portuguesa, todas elas consagradas obras didáticas.
Publicou também Canção de Eurídice, Um brado no deserto (poesia) e Triângulo amoroso (romance). Traduziu diretamente do grego Antígona, Electra e Édipo Rei, esta última agraciada com o Prêmio Jabuti.
Morreu de problemas cardíacos aos 92 anos, no Rio de Janeiro, e foi sepultado, no Cemitério São João Batista.